# بوبي كانليف (لاعب كرة قدم)
بوبي كانليف (بالإنجليزية: Robert Arthur Cunliffe)‏ (27 ديسمبر 1928 في المملكة المتحدة - 2000) هو لاعب كرة قدم بريطاني في مركز جناح ‏. لعب مع مانشستر سيتي ونادي تشيسترفيلد ونادي ساوثبورت.